# Nokia 105 (2017年)
Nokia 105是HMD Global生產的Nokia直立式功能型手機，於2017年7月17日發布。

## 規格
| 類型     | 功能型手機                                                              |
| 手機規格 | 直立式                                                                  |
| 尺寸     | 高度：112.0（4.41英寸）；寬度：49.5（1.95英寸）；厚度：14.4（0.57英寸） |
| 重量     | 73.0克（2.57盎司）                                                      |
| 作業系統 | Series 30+                                                              |
| 電池     | 800 mAh                                                                 |
| 顯示器   | 1.8英寸（46）                                                           |